# Gastrochilus fargesii
Gastrochilus fargesii är en orkidéart som först beskrevs av Friedrich Fritz Wilhelm Ludwig Kraenzlin, och fick sitt nu gällande namn av Rudolf Schlechter. Gastrochilus fargesii ingår i släktet Gastrochilus och familjen orkidéer. Inga underarter finns listade i Catalogue of Life.